# Episodi di Friends (seconda stagione)
La seconda stagione della sitcom Friends, composta da ventiquattro episodi, è andata in onda negli Stati Uniti dal 21 settembre 1995 al 16 maggio 1996 sul canale NBC.
In Italia è invece stata trasmessa dal 30 luglio al 25 settembre 1997 su Rai 3.
| nº | Titolo originale                          | Titolo italiano                  | Prima TV USA      | Prima TV Italia   |
| -- | ----------------------------------------- | -------------------------------- | ----------------- | ----------------- |
| 1  | The One with Ross's New Girlfriend        | Una fidanzata per Ross           | 21 settembre 1995 | 30 luglio 1997    |
| 2  | The One with the Breast Milk              | Test per il latte                | 28 settembre 1995 | 31 luglio 1997    |
| 3  | The One where Heckles Dies                | L'eredità di Heckles             | 5 ottobre 1995    | 5 agosto 1997     |
| 4  | The One with Phoebe's Husband             | Mio marito si sposa              | 12 ottobre 1995   | 6 agosto 1997     |
| 5  | The One with Five Steaks and an Eggplant  | Gli spendaccioni                 | 19 ottobre 1995   | 7 agosto 1997     |
| 6  | The One with the Baby on the Bus          | Allergia al kiwi                 | 2 novembre 1995   | 11 agosto 1997    |
| 7  | The One Where Ross Finds Out              | Chandler il pigro                | 9 novembre 1995   | 12 agosto 1997    |
| 8  | The One with the List                     | L'alternativa di Ross            | 16 novembre 1995  | 13 agosto 1997    |
| 9  | The One with Phoebe's Dad                 | Un... caldo Natale               | 14 dicembre 1995  | 14 agosto 1997    |
| 10 | The One with Russ                         | Ross e Russ                      | 4 gennaio 1996    | 18 agosto 1997    |
| 11 | The One with the Lesbian Wedding          | Lo spirito della vecchia signora | 18 gennaio 1996   | 21 agosto 1997    |
| 12 | The One After the Superbowl (I e II Part) | Il grande Marcel (1 e 2 parte)   | 28 gennaio 1996   | 25 agosto 1997    |
| 13 | The One After the Superbowl (I e II Part) | Il grande Marcel (1 e 2 parte)   | 28 gennaio 1996   | 26 agosto 1997    |
| 14 | The One with the Prom Video               | Come due aragoste                | 1º febbraio 1996  | 31 agosto 1997    |
| 15 | The One Where Ross and Rachel... You Know | Finalmente Ross e Rachel         | 8 febbraio 1996   | 9 settembre 1997  |
| 16 | The One Where Joey Moves Out              | I tatuaggi                       | 15 febbraio 1996  | 10 settembre 1997 |
| 17 | The One Where Eddie Moves In              | Il nuovo coinquilino             | 22 febbraio 1996  | 11 settembre 1997 |
| 18 | The One Where Dr. Ramoray Dies            | Un pesce di nome Chandler        | 21 marzo 1996     | 15 settembre 1997 |
| 19 | The One Where Eddie Won't Go              | Le stranezze di Eddie            | 28 marzo 1996     | 16 settembre 1997 |
| 20 | The One Where Old Yeller Dies             | Week-end con il padre            | 4 aprile 1996     | 17 settembre 1997 |
| 21 | The One with the Bullies                  | I due bulli                      | 25 aprile 1996    | 18 settembre 1997 |
| 22 | The One with the Two Parties              | Doppia festa per Rachel          | 2 maggio 1996     | 22 settembre 1997 |
| 23 | The One with the Chicken Pox              | Due settimane di pruriti         | 9 maggio 1996     | 23 settembre 1997 |
| 24 | The One with Barry and Mindy's Wedding    | Questione di baci                | 16 maggio 1996    | 25 settembre 1997 |

## Una fidanzata per Ross
- Titolo originale: The One with Ross's New Girlfriend
- Diretto da: Michael Lembeck
- Scritto da: Jeffrey Astrof e Mike Sikowitz

### Trama
Rachel va a prendere Ross all'aeroporto con l'obiettivo di riconciliarsi con lui e confessargli il suo amore. Purtroppo, Ross sbarca a New York in compagnia di Julie, una sua vecchia compagna di liceo di origini orientali che ha incontrato durante il suo viaggio in Cina. Rachel nasconde la sua delusione e torna tra le braccia di Pablo. Chandler ha bisogno di un vestito nuovo e Joey gli consiglia di recarsi da Frank, il suo sarto di fiducia. Questi però si rivelerà tutt'altro che un comune sarto. Monica, dopo lunghe insistenze, riesce a convincere Phoebe a tagliarle i capelli e dalla situazione ne risulterà un divertente fraintendimento tra le due amiche. Rachel tenta di giustificarsi con Ross e di spiegare come tra lei e Pablo in realtà non ci sia alcun rapporto serio.
- Guest star: Lauren Tom (Julie)

## Test per il latte
- Titolo originale: The One with the Breast Milk
- Diretto da: Michael Lembeck
- Scritto da: Adam Chase e Ira Ungerleider

### Trama
Carol e Susan affidano Ben ai ragazzi e, durante un pasto del neonato, Phoebe assaggia dal biberon il latte di Carol per controllarne la temperatura; questo imbarazza molto Ross, che considera la cosa un po' contro natura visto che è liquido secreto da un altro essere umano. Julie, intanto, invita Monica a fare shopping con lei; quest'ultima accetta volentieri e Ross le fa capire quanto sia contento di questo, ma allo stesso tempo Phoebe l'avverte che la cosa potrebbe dispiacere molto a Rachel. Monica tenta in tutti i modi di mantenere nascoste a Rachel le sue uscite con Julie, ma viene scoperta provocando così una piccola rottura tra le due grandi amiche. Monica a questo punto si scusa con Rachel e la convince a conoscere meglio Julie, per rendersi conto di quanto sia gentile e di come anche lei potrà andarci d'accordo ed uscirci insieme.
- Guest star: Lauren Tom (Julie)

## L'eredità di Heckles
- Titolo originale: The One Where Heckles Dies
- Diretto da: Kevin S. Bright
- Scritto da: Michael Curtis e Gregory S. Malins

### Trama
I ragazzi apprendono la notizia della morte del signor Heckles, il proprietario dell'appartamento che si trova direttamente sotto a quello di Monica e Rachel; il defunto, inaspettatamente, ha lasciato in eredità tutti i suoi averi alle due giovani amiche. I ragazzi passano quindi una giornata a rovistare tra gli oggetti del povero vicino. Durante la ricerca, Chandler scopre di avere molte cose in comune con il signor Heckles. Mentre gli altri sono impegnati nella selezione di oggetti interessanti nel polveroso appartamento, Ross intraprende una piccola battaglia personale con le strampalate ideologie di Phoebe, che sostiene tenacemente di non considerare la teoria dell'evoluzione della specie come un'ipotesi valida. Chandler, temendo di avere un futuro simile a quello del signor Heckles, richiama Janice, una sua vecchia fiamma. La donna però è sposata ed aspetta un figlio. La notizia deprime ulteriormente Chandler, ma a risollevargli il morale ci pensano Rachel, Monica e Phoebe.

## Mio marito si sposa
- Titolo originale: The One with Phoebe's Husband
- Diretto da: Gail Mancuso
- Scritto da: Alexa Junge

### Trama
I ragazzi scoprono che Phoebe è sposata con un suo amico gay canadese che necessitava dei documenti per rimanere negli Stati Uniti. Duncan e Phoebe si incontrano ed il ragazzo le chiede il divorzio perché si vorrebbe risposare con un'altra donna; Duncan confessa che in realtà è sempre stato eterosessuale, ma che non se ne era mai reso conto veramente. Ross confida a Rachel di non aver ancora fatto l'amore con Julie. Rachel, segretamente compiaciuta della notizia, tenta in tutti i modi di convincere Ross a rimandare il rapporto più intimo con la ragazza, elaborando scuse bizzarre.
- Guest star: Lauren Tom (Julie), Steve Zahn (Duncan)

## Gli spendaccioni
- Titolo originale: The One with Five Steaks and an Eggplant
- Diretto da: Ellen Gittelshon
- Scritto da: Chris Brown

### Trama
Una donna sbaglia a comporre il numero di telefono e registra sulla segreteria di Chandler un messaggio in cui tenta di riappacificarsi con un certo Bob; Chandler, fingendosi Bob, le dà appuntamento al Central Perk la sera stessa. Intanto Joey, Rachel e Phoebe, si rendono conto che i rispettivi redditi non permettono loro di sostenere spese analoghe a quelle degli altri tre amici. Il piano di Chandler per approcciare la ragazza conosciuta al telefono dà i suoi frutti e il ragazzo riesce a conquistare la simpatia della bellissima sconosciuta; solo più tardi Chandler scopre che la ragazza è ancora innamorata del fantomatico Bob. La sera, al tavolo del ristorante, i ragazzi si confrontano sul tema delle "possibilità economiche". Chandler, Ross e Monica, si rendono conto del problema e tentano invano di rimediare offrendo agli altri la cena ed i biglietti per il concerto degli Hootie & the Blowfish; Joey, Rachel e Phoebe, sentendosi umiliati, rifiutano l'offerta. I tre spendaccioni andranno lo stesso al concerto e si divertiranno; questo però, una volta raccontata la bella esperienza agli altri, scatenerà l'ennesima lite placata questa volta da una triste notizia: Monica infatti riceve una telefonata dal suo datore di lavoro che la licenzia, perché il comportamento della ragazza è andato, involontariamente, contro le politiche aziendali del ristorante.

## Allergia al kiwi
- Titolo originale: The One with the Baby on the Bus
- Diretto da: Gail Mancuso
- Scritto da: Betsy Borns

### Trama
Monica prepara una torta al kiwi. Ross la mangia e si sente male perché è allergico. Mentre Monica porta Ross all'ospedale, Ben viene affidato alle cure di Chandler e Joey che sfruttano la presenza del bimbo per portarlo al parco e fare colpo sulle ragazze. I due però vengono distratti da alcune donne e dimenticano Ben sull'autobus. Il proprietario del Central Perk decide di assumere una cantante professionista per sostituire Phoebe ed obbliga Rachel a licenziarla. Rachel cerca di mediare con il suo principale e, facendo leva sul fatto che Phoebe non si è mai fatta pagare, riesce a convincerlo a far esibire l'amica dopo la cantante ufficiale. Rachel dà la notizia a Phoebe, ma quest'ultima travisa le sue parole ed è convinta di ricevere un compenso. Quando la ragazza scopre che questo non avverrà, decide di suonare fuori dal locale.
- Guest star: Chrissie Hynde (Stephanie), Giovanni Ribisi (ragazzo del preservativo)

## Chandler il pigro
- Titolo originale: The One Where Ross Finds Out
- Diretto da: Peter Bonerz
- Scritto da: Michael Borkow

### Trama
Chandler non capisce perché le ragazze non lo degnino di uno sguardo. Le amiche lo convincono che è necessario che lui torni in forma e Monica lo porta con sé ad allenarsi. La ragazza però esagera e Chandler cerca un modo per fermarla. Julie e Ross decidono di prendere un gatto. Rachel dice agli amici che quello che fanno i due non le interessa più e che ha un appuntamento con un ragazzo. Durante la serata però Rachel non fa altro che parlare di Ross e si ubriaca. La ragazza chiama la segreteria telefonica di Ross e gli lascia un messaggio. Il giorno seguente, Rachel non ricorda nulla dell'accaduto mentre Ross ascolta il messaggio nel quale la ragazza gli rivela di aver chiuso con lui. Ross resta sconvolto nell'apprendere che la ragazza dei suoi sogni ricambiava i suoi sentimenti prima che lui ritrovasse Julie. I due cercano di chiarirsi: mentre Rachel sta pulendo il locale vuoto, Ross si sfoga con lei e i due discutono aggressivamente: Ross la critica per aver confessato i sentimenti quando aveva già trovato una nuova partner, mentre Rachel accusa Ross di non aver confessato i sentimenti nei suoi confronti per un anno. Dopo che Ross si è allontanato, Rachel chiude la porta del locale e si siede sul divano, in lacrime; mentre si alza vede Ross all'ingresso, tornato sui suoi passi, che la guarda dolcemente. Rachel apre la porta, non senza difficoltà, e i due si baciano appassionatamente. 
Phoebe esce con un ragazzo che le piace molto, ma che non la desidera fisicamente e Joey le consiglia di chiedergli direttamente cosa prova. Joey resta molto colpito quando scopre che il ragazzo è riuscito ad ottenere ciò che voleva, facendo credere a Phoebe che sia stata lei a decidere e a dirgli che non fosse necessario chiamarla più subito dopo.

## L'alternativa di Ross
- Titolo originale: The One with the List
- Diretto da: Mary Kay Place
- Scritto da: David Crane e Marta Kauffman

### Trama
Ross è contento di aver baciato Rachel, ma non vuole distruggere quello che ha costruito con Julie. Joey e Chandler cercano di aiutare Ross a decidere tra le due donne facendo una lista dei pro e dei contro, mentre Rachel è in ansia perché Ross non l'ha ancora richiamata. Ross si accorge di preferire Rachel e lascia Julie. Però il PC di Chandler si rompe e la lista finisce nelle mani sbagliate: Rachel legge la lista dei suoi difetti e si arrabbia moltissimo, mollando Ross. Monica accetta un lavoro nel quale deve inventare delle ricette dedicate al giorno del ringraziamento per un nuovo prodotto: la "Macciolata".

## Un... caldo Natale
- Titolo originale: The One with Phoebe's Dad
- Diretto da: Kevin S. Bright
- Scritto da: Jeffrey Astrof e Mike Sikowitz

### Trama
Rachel e Monica non hanno denaro sufficiente per dare la mancia natalizia al portiere, al postino ed all'uomo che consegna i giornali. Le due pensano quindi di preparare loro dei biscotti, ma i destinatari non sembrano apprezzare. Phoebe scopre che sua nonna le ha sempre mentito circa l'identità del suo vero padre: da piccola infatti le mostrava le fotografie di un modello presenti nelle cornici appena acquistate, facendole credere che fossero immagini del suo genitore. La nonna consegna alla nipote una vera fotografia del padre e Phoebe ricomincia a cercarlo. Chandler e Joey, nonostante non abbiano ancora comprato i regali di Natale, decidono di accompagnare Phoebe a conoscere suo padre. La ragazza però ha paura di scoprire la verità e, dopo aver perso un sacco di tempo, decide di andarsene. La festa di Natale a casa di Monica e Rachel naufraga per colpa di Ross che rompe accidentalmente il termosifone e il clima diventa rovente, quindi decidono di fare una festa in stile estivo. Quando tornano Chandler, Joey e Phoebe giusto in tempo per la mezzanotte e farsi gli auguri di Natale, Rachel, Monica e Ross restano di sasso nel vedere Joey spegnere il termosifone usando la seconda valvola che nessuno di loro aveva notato.

## Ross e Russ
- Titolo originale: The One with Russ
- Diretto da: Thomas Schlamme
- Scritto da: Ira Ungerleider

### Trama
Monica esce nuovamente con "Bobby il buffo", ma tutti si accorgono che il ragazzo beve troppo. Rachel inizia ad uscire con Russ, un uomo identico a Ross: tutti sembrano accorgersi della somiglianza tranne la diretta interessata. Vedendo i due discutere con toni e atteggiamenti identici, Rachel si rende conto di quanto siano uguali e rimane sconvolta. Joey deve partecipare ad un provino per la soap opera "Giorni della nostra vita", ma scopre che otterrà la parte solo se andrà a letto con la persona che si occupa del casting. Monica si rende conto che Bobby era buffo solo sotto effetto dell'alcool e, per non sentire i suoi racconti noiosi, inizia a portare con sé degli alcolici. Paradossalmente il ragazzo accusa Monica di essere diventata dipendente dall'alcool e i due si lasciano. Joey si rifiuta di ottenere la parte vendendo il suo corpo, ma l'addetta al casting gli dà una parte ancora più importante. Julie passa al Central Perk per riportare alcuni oggetti di Ross ed incontra Russ che è appena stato lasciato da Rachel.

## Lo spirito della vecchia signora
- Titolo originale: The One with the Lesbian Wedding
- Diretto da: Thomas Schlamme
- Scritto da: Doty Abrams

### Trama
Carol e Susan decidono di sposarsi e chiedono a Ross di partecipare alla cerimonia pur essendo consapevoli che la situazione è un po' delicata. L'addetto al catering ha un incidente e le due donne decidono di affidare questo incarico a Monica. Phoebe è sconvolta poiché una delle sue clienti è morta e la ragazza crede che lo spirito dell'anziana signora sia entrato nel suo corpo. La madre di Rachel passa a trovare la figlia e le rivela di essere in procinto di divorziare. Monica ha pianificato la realizzazione del buffet del matrimonio, ma non ha calcolato bene i tempi e quindi chiede a tutti gli amici di aiutarla. Rachel scopre che l'atteggiamento "sopra le righe" di sua madre deriva dall'infelicità di aver sposato un uomo che non amava. Ross non vorrebbe partecipare alla nozze della sua ex moglie ma, quando Carol gli rivela che i suoi genitori non verranno perché non approvano la sua relazione, decide di accompagnarla all'altare facendo le veci del padre. Lo spirito dell'anziana signora assiste al matrimonio della coppia lesbica e, dichiarando di aver visto tutto nella vita, abbandona il corpo di Phoebe.

## Il grande Marcel (1ª parte)
- Titolo originale: The One After the Superbowl (Part I)
- Diretto da: Michael Lembeck
- Scritto da: Jeffrey Astrof e Mike Sikowitz

### Trama
Ross sente nostalgia di Marcel e si reca a trovarlo allo zoo di Los Angeles. Non trovando l'animale nella sua gabbia, il ragazzo si rivolge al direttore e, dalle sue parole, scopre che la scimmia è morta. Un inserviente però lascia intendere a Ross che in realtà il direttore ha mentito: Marcel è vivo ma è stato ceduto ad una società televisiva che lo utilizza in film e spot pubblicitari. Un ragazzo chiede a Phoebe di cantare le sue canzoni per i bambini di periferia. Questi apprezzano molto i suoi testi, ma i genitori non sono molto d'accordo. La prima fan di Joey, Erika, crede che lui sia veramente il dottor Drake Remoray. Per liberarsi di lei, i ragazzi fingono che Joey sia il gemello cattivo del personaggio.
- Guest star: Brooke Shields (Erika Ford - Fan di Joey), Chris Isaak (amico di Phoebe)

## Il grande Marcel (2ª parte)
- Titolo originale: The One After the Superbowl (Part II)
- Diretto da: Michael Lembeck
- Scritto da: Michael Borkow

### Trama
Sul set del film in cui "recita" Marcel, Monica e Rachel incontrano Jean-Claude Van Damme. Monica vorrebbe invitarlo ad uscire, ma non ne ha il coraggio. Rachel, che è più estroversa, cerca di combinare un appuntamento per l'amica. Jean-Claude però fa delle avance a Rachel e, quando Monica le dà il permesso di uscire, la ragazza accetta l'appuntamento con l'attore. Monica però non pensava che l'amica accettasse veramente e se ne risente. Chandler incontra una sua ex compagna di scuola, Susie, e questa gli chiede di uscire. Dopo qualche tempo, la donna chiede a Chandler di indossare mutandine da donna in occasione di un'uscita a cena. Dopo avergli fatto credere di voler fare l'amore nei bagni del ristorante, l'ex compagna di classe lascia Chandler in mutande e scappa dal locale con i suoi vestiti. La ragazza ha trovato così il modo di vendicarsi degli scherzi subiti anni prima a scuola. Nel frattempo Ross si accorda con l'addestratore di Marcel per poter avere un "appuntamento" con la scimmietta.
- Guest star: Jean-Claude Van Damme (sé stesso), Julia Roberts (Susie Moss)

## Come due aragoste
- Titolo originale: The One with the Prom Video
- Diretto da: James Burrows
- Scritto da: Alexa Junge

### Trama
Joey regala a Chandler un braccialetto particolarmente pacchiano in segno di amicizia. Chandler però non sa come dire all'amico che quel gioiello non gli piace. Quando Joey scopre quello che Chandler pensa veramente sul bracciale, si arrabbia molto e, proprio in quel momento Chandler si accorge di aver perso il gioiello. Il ragazzo si reca quindi in gioielleria per comprarne uno uguale ma, poco dopo, Rachel ritrova l'originale al Central Perk. Chandler si ritrova quindi con due bracciali identici e non sa che farne. In quel momento Joey entra nel locale: Chandler offre all'amico il secondo bracciale e i due fanno pace. Nel frattempo Ross, per gelosia, cerca di far naufragare tutti gli appuntamenti di Rachel con altri ragazzi. Monica partecipa ad una selezione per un lavoro come cuoca. Il supervisore però sembra eccitarsi quando lei maneggia le verdure e la ragazza fugge sconvolta. Essendo saltata anche questa opportunità lavorativa, Monica decide di chiedere un prestito ai suoi genitori. Questi arrivano nell'appartamento della ragazza portandole tutti gli oggetti che erano rimasti da loro e le rivelano di voler trasformare la sua vecchia camera in una palestra. Monica non riesce a chiedere ai genitori il prestito perché loro credono che lei sia una buona risparmiatrice e che abbia dei soldi da parte per le emergenze. Tra gli oggetti del passato, Monica ritrova una videocassetta sulla quale vi è la registrazione della sera del ballo del liceo: il cavaliere di Rachel tardava ad arrivare e Ross, innamoratissimo di lei, si era preparato per accompagnarla. All'ultimo momento però, il ragazzo era arrivato e Monica e Rachel erano uscite in tutta fretta con i loro accompagnatori, lasciando Ross triste e deluso. A distanza di anni, Rachel vede il video e scopre quanto era grande l'affetto che Ross provava per lei. La ragazza decide quindi di appianare tutte le divergenze e lo bacia davanti a tutti.

## Finalmente Ross e Rachel
- Titolo originale: The One Where Ross and Rachel... You Know
- Diretto da: Michael Lembeck
- Scritto da: Michael Curtis e Gregory S. Malins

### Trama
Joey viene riconfermato nella soap opera e, per festeggiare, compra per sé e per Chandler un enorme televisore e due poltrone reclinabili di pelle. I ragazzi decidono di godersi i loro acquisti per qualche giorno, guardando la TV seduti senza mai alzarsi e facendo recapitare il cibo nell'appartamento di Monica e Rachel. Monica deve gestire il rinfresco per la festa di Richard, il miglior amico di suo padre, e Phoebe le fa da cameriera. Quest'ultima si accorge che l'amica si è innamorata del padrone di casa. Richard è un oftalmologo e Monica decide di passare al suo studio per farsi visitare. Durante la visita, i due si baciano. Rachel è troppo nervosa al primo appuntamento con Ross e le sue risatine tolgono tutto il romanticismo. I due decidono di riprovarci la sera seguente, ma Ross viene richiamato al lavoro per completare l'allestimento di un padiglione del museo. Rimangono chiusi dentro al museo e Ross, per rendere speciale la serata, porta Rachel al planetario dove le fa vedere le stelle. Lì scocca la passione e i due fanno l'amore per poi risvegliarsi mezzi nudi, in una vetrina del museo, davanti ad una scolaresca.
- Guest star: Tom Selleck (Dott. Richard Burke), Elliott Gould (padre di Monica), Christina Pickles (madre di Monica)

## I tatuaggi
- Titolo originale: The One Where Joey Moves Out
- Diretto da: Michael Lembeck
- Scritto da: Betsy Borns

### Trama
Rachel e Phoebe decidono di farsi un tatuaggio. Ross non ama i tatuaggi e Rachel, che voleva fare una sorpresa proprio a lui, non sa come comportarsi. Phoebe però la convince a non lasciare che Ross domini le sue scelte. Rachel, dopo essersi lasciata tatuare, scopre che Phoebe non ha avuto il coraggio di fare altrettanto. Monica e Ross partecipano alla festa di compleanno di loro padre e vengono accompagnati da Richard. Il pettegolezzo della nuova relazione di Richard si diffonde ben presto tra gli invitati e tutti cercano di scoprire chi è la sua nuova fiamma. Monica è molto imbarazzata nel sentire i commenti dei suoi genitori e, alla fine, decide di rivelare il suo segreto. Joey partecipa alla festa organizzata da un suo collega. Questi gli propone di prendere in affitto la sua casa visto che lui vuole lasciarla. Chandler è geloso del fatto che l'amico abbia pensato di andarsene e, dopo un litigio, Joey rivela di voler cambiare casa.
- Guest star: Tom Selleck (Dott. Richard Burke), Warren Berlinger (Bob)

## Il nuovo coinquilino
- Titolo originale: The One Where Eddie Moves In
- Diretto da: Michael Lembeck
- Scritto da: Adam Chase

### Trama
Joey mostra la sua nuova casa agli amici, ma Chandler non va con loro. Phoebe viene contattata dal produttore di una casa discografica che le propone di incidere un demo di "Gatto rognoso" e di girare un video. Quando la ragazza mostra il suo video, tutti tranne Phoebe si accorgono che la voce della cantante è stata sostituita. Monica e Ross continuano a litigare perché lui sta sempre nell'appartamento con Rachel, limitando la libertà della sorella. Joey, passato l'entusiasmo per la nuova abitazione, vorrebbe tornare a vivere con Chandler, ma quest'ultimo si è già trovato un nuovo coinquilino. Chandler e Joey guardano la pioggia dalla finestra nelle loro rispettive abitazioni.
- Guest star: Adam Goldberg (Eddie Menuek)

## Un pesce di nome Chandler
- Titolo originale:  The One Where Dr. Ramoray Dies
- Diretto da: Michael Lembeck
- Scritto da: Alexa Junge e Michael Borkow

### Trama
Chandler non riesce a fare amicizia con Eddie, il suo nuovo coinquilino. Phoebe cerca di fare in modo che i due si conoscano meglio ed Eddie inizia a parlare a Chandler di come la fine della storia con la sua ragazza lo abbia portato sull'orlo della depressione. Quando la ragazza si presenta in casa per riportare l'acquario di Eddie, Chandler la invita ad entrare. Quando Eddie la rivede, accusa Chandler di esserci andato a letto. Monica invita Richard a dormire da lei, ma nell'appartamento ci sono anche Ross e Rachel. I due uomini si incontrano sempre in momenti piuttosto imbarazzanti. Joey rilascia un'intervista dove dichiara di scrivere buona parte delle battute del suo personaggio. Lo sceneggiatore però, irritato dalle sue parole, decide di far morire il dottor Drake Remoray.
- Guest star: Tom Selleck (Dott. Richard Burke), Adam Goldberg (Eddie Menuek)

## Le stranezze di Eddie
- Titolo originale: The One Where Eddie Won't Go
- Diretto da: Michael Lembeck
- Scritto da: Michael Curtis e Gregory S. Malins

### Trama
Chandler scopre che Eddie ha la mania di guardarlo dormire. Il ragazzo decide quindi di cacciare il suo inquietante coinquilino, ma questi non sembra aver capito di essere stato mandato via finché Chandler non cambia la serratura. Chandler e Joey tornano a vivere insieme e i due si abbracciano felici. Joey cerca un nuovo lavoro, ma non vuole accettare un ruolo inferiore a quello che aveva avuto in "Giorni della nostra vita". Quando il ragazzo scopre di avere il conto in rosso, Ross cerca di convincerlo a mettere da parte l'orgoglio. Phoebe consiglia a Monica e Rachel di leggere il libro "Custodisci il tuo vento" che parla di come le donne potrebbero essere delle "regine" se gli uomini non rubassero il loro "vento". Questo libro influenza tutte loro a tal punto da farle litigare.
- Guest star: Adam Goldberg (Eddie Menuek)

## Week-end con il padre
- Titolo originale: The One Where Old Yeller Dies
- Diretto da: Michael Lembeck
- Scritto da: Michael Curtis, Gregory S. Malins e Adam Chase

### Trama
Phoebe scopre che, quando era piccola, sua madre le aveva fatto vedere delle versioni edulcorate di alcuni film per difenderla dal male e dal dolore. Joey e Chandler hanno un biglietto in più per una partita e decidono di invitare Richard. I due restano affascinati dai modi dell'uomo ed iniziano a comportarsi come lui. Ross è triste perché, vivendo lontano da Ben, rischia di perdersi tutte le sue prime volte e decide di tenere il bambino durante il fine-settimana passando il tempo con lui. Inoltre Ross rivela inavvertitamente a Rachel di aver programmato il futuro insieme a lei, turbandola non di poco, e nella discussione che segue, Ross e Rachel dichiarano il loro amore dicendo per la prima volta 'ti amo' a vicenda.
- Guest star: Tom Selleck (Dott. Richard Burke)

## I due bulli
- Titolo originale: The One with the Bullies
- Diretto da: Michael Lembeck
- Scritto da: Brian Buckner e Sebastian Jones

### Trama
Monica è ancora senza lavoro e decide di investire i suoi ultimi dollari in azioni. I primi guadagni spingono Monica a reinvestire il denaro ma un cambio repentino del mercato le fa perdere tutti i soldi. Phoebe si reca a casa di suo padre per parlargli, ma un cagnolino particolarmente vivace non le permette di raggiungere l'ingresso. Pensando che sia un segno del destino non aver raggiunto la casa, Phoebe mette in moto l'auto per andarsene ed investe accidentalmente l'animale. Dopo aver curato il cane, la ragazza si presenta a casa dell'uomo, ma qui scopre che suo padre se n'è andato da anni lasciando la nuova moglie ed il figlio Frank Jr. Phoebe scopre così di avere un fratellastro. Ross e Chandler vengono tormentati da due bulli al Central Perk, ma prima che Chandler e Ross facciano a pugni coi due bulli due ladri ruberanno le chiavi e gli orologi e i quattro si coalizzeranno per sconfiggerli.

## Doppia festa per Rachel
- Titolo originale: The One with the Two Parties
- Diretto da: Michael Lembeck
- Scritto da: Alexa Junge

### Trama
I genitori di Rachel hanno divorziato, ma continuano a litigare mettendo tutti in imbarazzo. Monica organizza una festa a sorpresa per il compleanno di Rachel in cui viene invitata la madre, ma non il padre della ragazza. Casualmente però il padre di Rachel decide di passare a trovare la figlia per farle gli auguri. Tutti gli amici cercano di fare in modo che i due non si vedano ed organizzano due feste parallele nei due appartamenti.
- Guest star: Ron Leibman (padre di Rachel), Marlo Thomas (madre di Rachel)

## Due settimane di pruriti
- Titolo originale: The One with the Chicken Pox
- Diretto da: Michael Lembeck
- Scritto da: Brown Mandell

### Trama
Phoebe attende il ritorno di un suo amante che per un anno è rimasto a bordo di un sottomarino. Ben però prende la varicella e Phoebe, che non l'ha avuta da piccola, viene infettata. Quando il marinaio rientra, decide di stare ugualmente in compagnia della ragazza pur non avendo mai contratto tale malattia. Ovviamente anche l'uomo viene contagiato e tutti gli amici cercano di impedire che i due si grattino.
- Guest star: Tom Selleck (Dott. Richard Burke), Charlie Sheen (Ryan)

## Questione di baci
- Titolo originale: The One with Barry and Mindy's Wedding
- Diretto da: Michael Lembeck
- Scritto da: Ira Ungerleider e Brown Mandell

### Trama
Rachel viene invitata al matrimonio del suo ex fidanzato Barry con la sua migliore amica Mindy. La donna ha chiesto a Rachel di fare da damigella d'onore. Durante la cerimonia, gli invitati e gli sposi fanno più volte riferimento alla fuga di Rachel dal suo matrimonio mettendola in grande imbarazzo. Inoltre Rachel non si accorge che un lembo del suo vestito è rimasto alzato e tutti gli invitati le vedono le mutande. La ragazza, capendo che la serata non può migliorare, decide di fare un ultimo gesto eclatante cantando davanti a tutti la canzone Copacabana. Monica chiede a Richard se vorrebbe dei figli, ma l'uomo risponde che si sentirebbe troppo vecchio. I due decidono quindi di lasciarsi. Chandler inizia a chattare con una donna sposata che viene tradita dal marito e si danno appuntamento al Central Perk. Il ragazzo scopre che la donna misteriosa è Janice e i due intraprendono una nuova relazione.
- Guest star: Tom Selleck (Dott. Richard Burke)